# Герцог де Бурнонвиль
Герцог де Бурнонвиль (фр. duc de Bournonville) — французский и испанский дворянский титул.

## История
Барония Ульфор в Булонне с несколькими другими сеньориями была возведена в ранг герцогства под названием Бурнонвиль жалованной грамотой Генриха IV, данной в Гренобле в сентябре 1600, для Александра де Бурнонвиля, графа де Энена, и его мужского потомства в прямой линии, в случае отсутствия которого владение отходило к королевскому домену.
Грамота от 4 апреля 1602 устанавливала выплату рельефа, а третья грамота, данная в Фонтенбло 22 октября 1608, возводила в ранг герцогства сеньорию Бурнонвиль, объединенную с баронией Ульфор, и отменяла прописанный в 1600 году пункт о передаче земель короне.
Подданный испанской короны, Александр де Бурнонвиль умер в эмиграции во Франции. 13 июля 1651 он по контракту передал герцогский титул своему второму сыну Амбруазу-Франсуа де Бурнонвилю. В августе того же года эта транзакция была утверждена данной в Париже жалованной грамотой, зарегистрированной 25 августа.
В сентябре 1652 в Компьене новому герцогу была выдана жалованная грамота Людовика XIV, подтверждавшая предыдущие и возводившая Бурнонвиль в ранг герцогства-пэрии, но, по сведениям отца Ансельма, так и не зарегистрированная. Второй герцог де Бурнонвиль не оставил сыновей.
Герцоги:
- 1600—1651 — Александр I де Бурнонвиль (1585—1656)
- 1651—1693 — Амбруаз-Франсуа де Бурнонвиль (ок. 1620—1693)

## Испанские герцоги
Старший сын Александра де Бурнонвиля Александр II, оставшийся на испанской службе, также титуловался герцогом, а 12 июля 1658 в Мадриде король Испании пожаловал ему титул князя де Бурнонвиля.
Его сын и внук унаследовали титулы князя и герцога, но эта линия пресеклась в 1727 году.
В октябре 1715 года Филипп V пожаловал генералу и дипломату  Мишелю-Жозефу де Бурнонвилю персональные титул герцога и достоинство гранда Испании 1-го класса. Бездетный герцог 17 сентября 1739 усыновил своего племянника Франсуа-Жозефа, которому передал титулы, которые король сделал наследственными, но последний герцог де Бурнонвиль также умер, не оставив потомства.
Герцоги и князья:
- 1656—1690 — Александр II де Бурнонвиль (1619—1690)
- 1690—1705 — Александр-Альбер де Бурнонвиль (1662—1705)
- 1705—1727 — Филипп-Александр де Бурнонвиль (1697—1727)

Кастильские герцоги де Бурнонвиль:
- 1715—1752 — Мишель-Жозеф де Бурнонвиль (ок. 1672—1752)
- 1752—1769 — Франсуа-Жозеф де Бурнонвиль (1710—1769)